# Corticobulbære trakt
Tractus corticobulbaris eller Den corticobulbære trakt (også under navnet Tractus corticonuclearis) er en tragt der er en del af pyramidebanen. Den innerverer de motoriske hjernenervekerner. Det er en to-neurons hvid substans-motorisk vej, der løber fra den cerebrale cortex til hjernestammen.
De hjernenerver der har motoriske kerner som innerveres af de corticobulbære fibre er: n. oculomotorius, n. trochlearis, n. trigeminus, n. abducens, n. facialis, n. vagus, n. accessorius, n. hypoglossus.
Kernerne forsynes af fibre bilateralt fra tractus corticobulbaris - undtagen de dele af Nc. facialis som forsyner mimikmusklerne i ansigtets nedre del. Disse innerveres kun af de corticobulbære fibre fra modsatte side af cortex.